# Le verità (film 2019)
Le verità (La Vérité) è un film del 2019 diretto da Hirokazu Kore'eda.
Film di produzione franco-giapponese, è il primo lungometraggio del regista nipponico Kore'eda a non essere girato nella sua lingua madre. È interpretato da Catherine Deneuve e Juliette Binoche.
È stato presentato in concorso, come film d'apertura, alla 76ª Mostra internazionale d'arte cinematografica di Venezia.

## Trama
L'attrice Fabienne Daugeville, in occasione della pubblicazione della sua autobiografia, riceve la visita della figlia Lumir, sceneggiatrice che vive da anni a New York accompagnata dal marito attore Hank e dalla figlia Charlotte.
Lumir è delusa dalla madre che non le ha inviato in anticipo il manoscritto e quando lo legge lo trova pieno di inesattezze se non addirittura menzogne. Anche il maggiordomo tuttofare Luc si sente tradito per non essere mai stato citato nel libro e decide di lasciare il lavoro e trasferirsi in Normandia per occuparsi dei nipoti. Lumir deve quindi accompagnare la madre sul set dove sta girando un film di fantascienza con l'attrice del momento (a detta dei critici la sua erede). Restare a lungo con la madre fa riemergere molti ricordi, non sempre positivi, e riemergono anche questioni irrisolte e conflitti che, dopo tanto tempo potrebbero essere però visti sotto un'ottica diversa.

## Promozione
Il primo trailer del film è stato diffuso online il 16 agosto 2019.

## Distribuzione
Il film è stato presentato in anteprima il 28 agosto 2019 in concorso alla 76ª Mostra internazionale d'arte cinematografica di Venezia, come film d'apertura della Mostra.
È stato distribuito nelle sale cinematografiche giapponesi da GAGA Pictures a partire dall'11 ottobre 2019 e in quelle francesi dal 25 dicembre dello stesso anno. In Italia è stato distribuito da BiM Distribuzione a partire dal 10 ottobre 2019.

## Riconoscimenti
- 2019 – Mostra internazionale d'arte cinematografica
  - In competizione per il Leone d'oro al miglior film